# Hrabia Granard

## Informacje ogólne
- Dodatkowymi tytułami hrabiego Granard są:
  - wicehrabia Granard
  - baron Clanehugh
  - baron Granard
- Najstarszy syn hrabiego Granard nosi tytuł wicehrabiego Forbes

Baroneci Forbes of Castle Forbes
- 1628–1632: Arthur Forbes, 1. baronet
- 1632–1695: Arthur Forbes, 2. baronet

Hrabiowie Granard 1. kreacji (parostwo Irlandii)
- 1684–1695: Arthur Forbes, 1. hrabia Granard
- 1695–1734: Arthur Forbes, 2. hrabia Granard
- 1734–1765: George Forbes, 3. hrabia Granard
- 1765–1769: George Forbes, 4. hrabia Granard
- 1769–1780: George Forbes, 5. hrabia Granard
- 1780–1837: George Forbes, 6. hrabia Granard
- 1837–1889: George Arthur Hastings Forbes, 7. hrabia Granard
- 1889–1948: Bernard Arthur William Patrick Hastings Forbes, 8. hrabia Granard
- 1948–1992: Arthur Patrick Hastings Forbes, 9. hrabia Granard
- 1992 -: Peter Arthur Edward Hastings Forbes, 10. hrabia Granard

Następca 10. hrabiego Granard: Jonathan Peter Hastings Forbes, wicehrabia Forbes